# SWARM MAG
SWARM MAG je intermediální a multioborová online platforma ve formě periodického magazínu, zaměřená na zviditelňování, podporu a prezentaci umění, jeho tvůrců a tvůrkyň a přidružených kulturních aktivit primárně z oblasti střední a východní Evropy.
Projekt vznikl pro umělce i konzumenty umění, kterým nabízí ucelené online médium, na kterém mohou sledovat umělecké a kulturní trendy převážně výše zmíněných regionů prizmatem kurátorského výběru mladého kolektivu. Je veden kolektivně, skupinou tvůrkyň a tvůrců v rozmanitých uměleckých oborech, kteří zajišťují dramaturgii a obsah odpovídajících kategorií magazínu. Většinu redakce tvoří absolventi Vysoké školy uměleckoprůmyslové v Praze nebo Univerzity Karlovy. 
Obsah magazínu je rozdělen do tematických celků, střídajících se v rozmezí zhruba tří měsíců. Kategorie článků se dělí na umění, design, módní tvorbu, rozhovory, hudbu, fotografii, technologii, video a text. 